# كليمنت بالاسيوس
كليمنت بالاسيوس (بالإسبانية: Clemente Palacios)‏ (24 أكتوبر 1993 بكاربا في كولومبيا - ) هو لاعب كرة قدم كولومبي في مركز الهجوم. لعب مع أتلتيكو جونيور.

## وصلات خارجية
- كليمنت بالاسيوس على موقع قاعدة بيانات كرة القدم.إي يو (الإنجليزية)
- كليمنت بالاسيوس على موقع Soccerway.com (الإنجليزية)
- كليمنت بالاسيوس على موقع AS.com (الإسبانية)